# ヴルチャク
ヴルチャク（マケドニア語:Врчак、ラテン文字転写:Vrčak、英語:Vrchak）、本名ラデ・ヴルチャコフスキ（Раде Врчаковски、Rade Vrčakovski、1980年11月17日 - ）はマケドニア共和国のラップパフォーマー、ソングライター。

## 来歴
国際的には、ユーロビジョン・ソング・コンテスト2006のマケドニア共和国代表エレナ・リステスカの曲の歌詞を書いたことで知られている。ヴルチャクはスコピエの聖キリル・メトディイ大学で薬学を学ぶ学生であるが、彼の父と同じく音楽の道を歩むことを目指した。ヴルチャクの2006年のアルバム、『Vo Tvoeto Srce』はマケドニア共和国で大ヒットとなり、最もよく売れたアルバムのひとつとなった。同アルバム収録曲はラジオやテレビで繰り返し放送された。アルバムはヴルチャクにとって華々しい音楽業界への復帰となり、彼をマケドニアで最も有名なアーティストの一人へと押し上げた。
ヴルチャクは1999年に最初のアルバム『Kako Da Pobegnam Od Sè』をリリースしていたが、2001年にはMakfestに参加した。このときヴルチャクはアンドリヤーナ・ヤネフスカ（Andrijana Janevska）と共演し3位に入賞している。2004年にもMakfestに参加、ロベルト・ビルビロフ（Robert Bilbilov）と共演し再度3位入賞を果たした。2006年にはタマラ・トデフスカと共演してついに1位を獲得した。
2008年、ヴルチャクはタマラ・トデフスカ、アドリアン・ガジャと共演してユーロビジョン・ソング・コンテストのマケドニア共和国代表選考に参加し、「Vo Ime Na Ljubovta」を歌い優勝、ユーロビジョン・ソング・コンテスト2008のマケドニア代表に選ばれた。本選では同曲の英語バージョン「Let me love you」を歌ったが準決勝10位となり、決勝進出はかなわなかった。

## ディスコグラフィー

### アルバム
- Kako Da Pobegnam Od Sè（1999年）
- Vo Tvoeto Srce（2006年）